# Nomad (estúdio)
Nomad (ノーマッド, Nōmaddo) é um estúdio de animação japonesa localizado em Suginami, Tokyo formado pelo ex-funcionário da Madhouse Tatsuya Ono e foi inaugurada em julho de 2003 por antigos funcionários do Studio Pierrot.

## Series Produzidas
- Rozen Maiden 2004
- Rozen Maiden ~Träumend~ 2005-2006
- Rozen Maiden Ouvertüre 2006
- Hime-sama Goyōjin 2006
- Chocotto Sister 2006
- Sola 2007
- Kyōran Kazoku Nikki 2008
- Yozakura Quartet 2008
- Yoku Wakaru Gendai Mahō 2009
- Kämpfer 2009
- Oretachi ni Tsubasa wa Nai 2011
- Kitakubu Katsudou Kiroku 2013
- Futari wa Milky Holmes 2013 (Com J.C. Staff)
- Tantei Kageki Milky Holmes TD 2015 (Com J.C. Staff)

### Outras Produções
Nomad teve seu envolvimento em inúmeras series como Honey and Clover, Ouran High School Host Club, Peach Girl e Pumpkin Scissors.